# 菁華林苑
菁華林苑位於臺灣花蓮縣花蓮市，於2002年9月23日公告為「歷史建築」，後來在2003年3月19日又將範圍內的「花蓮港山林事業所」獨立公告為「縣定古蹟」。該建築在歷史建築百景徵選活動中被選為第55名。

## 沿革
菁華林苑興建於1919年，最初是花蓮港木材株式會社所使用。後來在1929年時殖產局營林所東部出張所遷入，於1942年改名為花蓮港山林事務所。
二次大戰後，花蓮縣政府於1946年1月10日成立，該機構改為「花蓮山林管理所」，一直運作到1960年裁撤為止。之後建築閒置到2001年，才由花蓮青少年公益組織進行整理。而後2002年時由於建築附近的綠地有部分為退輔會所有，並被拿來興建花蓮榮民服務處新大樓，曾引發論戰。最後大樓仍然興建，不過菁華林苑也改為縣定古蹟。
受2016年高雄美濃地震地震影響，圍牆毀損嚴重，可能倒塌。相關單位對此曾補強圍牆並張貼警語。

## 建築
山林事務所原範圍包括辦公廳舍、長官宿舍及花園，而花蓮港山林事業所建築本身是仿文藝復興時期洋房的形式，對稱的圓拱門與柱面裝飾為該建築之特色。而除了建築美觀外，當初在設計時也有考慮到當地氣候，而加高了門檻並在屋簷下設通風口，以應付淹水與颱風的威脅。